# Equipo de Copa Davis de Bulgaria
El equipo búlgaro de Copa Davis es el representante de Bulgaria en dicha competición internacional. Su organización está a cargo de la Federación Búlgara de Tenis.

## Historia
Bulgaria hizo su debut en la Copa Davis en 1964. Sus mejores actuaciones en el certamen, se produjeron a mediados de la década de 1980, cuando llegaron a las semifinales del Grupo I de Europa / África, en dos años consecutivos (1986 y 1987).

## Plantel actual (2016)
- Aleksandar Lazov
- Dimitar Kuzmanov
- Alexandar Lazarov
- Vasko Mladenov